# Cimitirul de Nord (Düsseldorf)

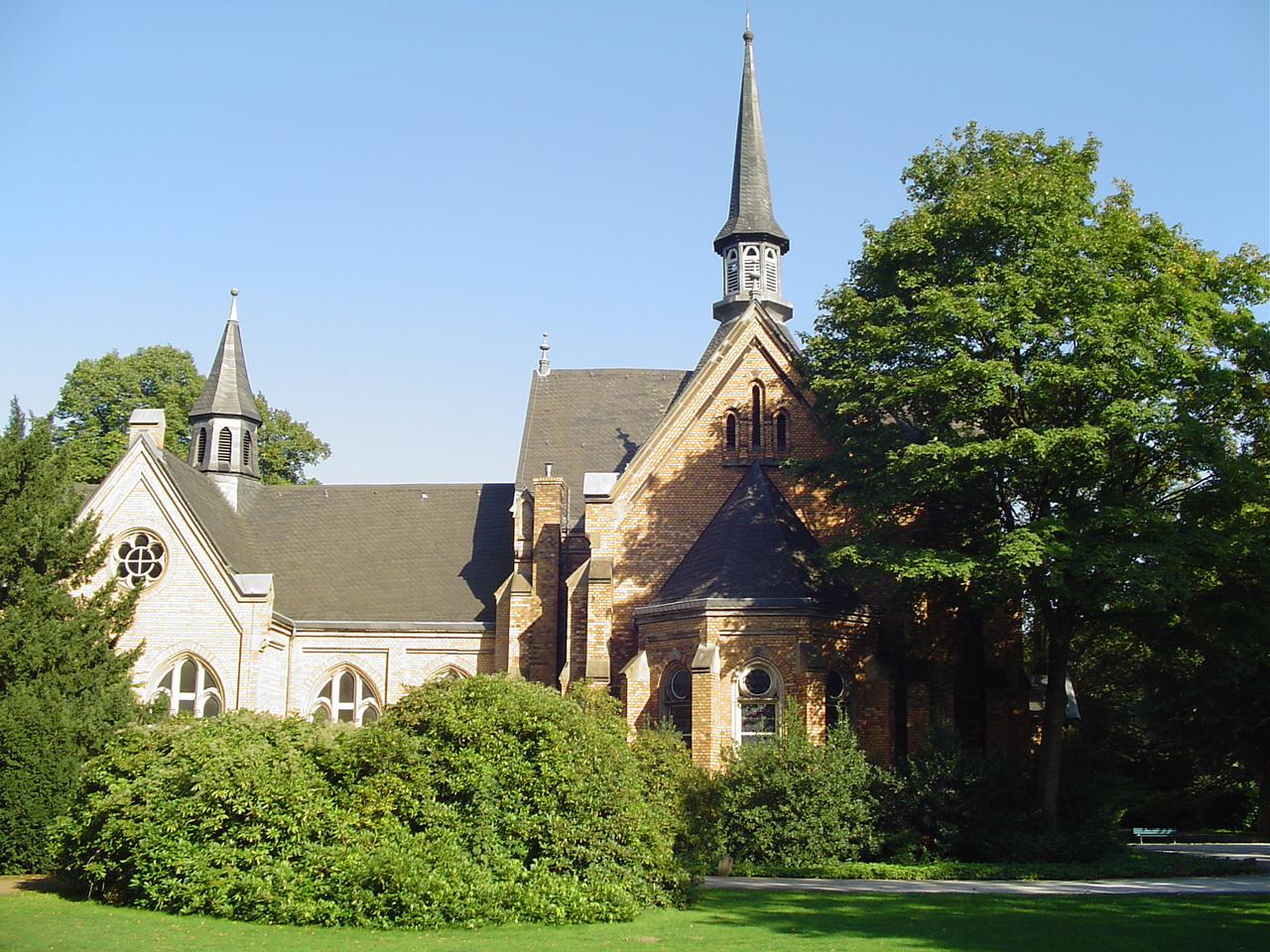
Friedhofskapelle (Capela cimitirului)

Cimitirul de Nord din Düsseldorf este cimitirul cel mai renumit și mare din landul Renania de Nord-Westfalia, Germania. El ocupă o suprafață de ca. 70 hectare, aici fiind înmormântate personalități din domeniul politic, cultural și economic. Cimitirul este amplasat între cartierele Derendorf, Golzheim și Unterrath, fiind limtat de străzile  Ulmenstraße, (strada Ulmilor), Hugo-Viehoff-Straße, Danziger Straße și  Thewissenweg.

## Date generale
Cimitirul există din anul 1884, în prezent aici se află ca. 50.000 de morminte, unde sunt îngropate peste 200.000 de persoane. Din anul 2003 cimitirul poate fi vizitat la orice oră, el are șase intrări, intrarea principală fiind la intersecția străzii Danzigului cu strada Johann. Pe o porțiune de 21 ha. în apropiere de intrarea principală se află cimitirul vechi, unde există primele morminte din cimitir. În anul 1987 partea veche a cimitirului împreună cu Friedhofskapelle a fost declarat patrimoniu național. Partea centrală a cimitirului vechi este Millionenhügel, (colina milioanelor) care se află pe o ridicătură de teren și are din punct de vedere arhitectonic mormintele cele mai frumos ornamentate. 
În apropiere de intrarea din strada Ulmilor se află noul cimitir evreiesc, el fiind administrat de organizația evreilor din Düsseldorf.